# Arnot Tower

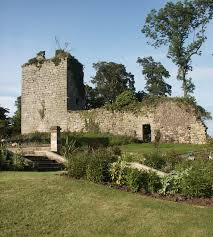
Arnot Tower von Westen

Arnot Tower ist eine Burgruine etwa 1,5 km entfernt vom Dorf Scotlandwell in der schottischen Council Area Perth and Kinross. Sie gilt als Scheduled Monument.

## Geschichte
Auf dem Gelände gibt es seit etwa 1400 Festungsanlagen, aber das heutige Gebäude wurde um 1507 errichtet. Der Wohnturm hat vier Stockwerke und einen Gewölbekeller. Die Familie Arnot, deren urkundliche Erwähnung bis zum Jahr 1105 zurückgeht, ließ ihn errichten. David Arnot aus Fyfe (Fife) war einer von 2000 adligen Landbesitzern, die 1296 dem englischen König Eduard I. die Treue schwören mussten. Nicol Arnot war ein treuer Unterstützer des schottischen Königs Robert the Bruce. Robert Arnot starb 1514 in der Schlacht von Flodden Field. Die Arnots gaben den alten Turm um 1700 auf. Der Turm wurde zur Tilgung von Schulden an die Familie Bruce verkauft.
1760 schrieb der örtlicher Dichter Michael Bruce ein Gedicht über die wahre Geschichte der Liebesaffäre zwischen einer Tochter aus der Familie Arnot und einem Sohn der Familie Balfour aus dem nahegelegenen Burleigh Castle. Die Familien lagen in Streit. Man denkt, dass die Arnot-Tochter auf Burleigh Castle floh.

## Architektur
Der Arnot Tower ist eine Ruine eines rechteckigen Turmhauses. Die Größe ist ungefähr 10 × 8 Meter und er ist ungefähr 4 Stockwerke hoch. Im Süden sind die Überreste eines ummauerten Innenhofs angeschlossen. Der Keller des Turms ist gewölbt und dieser wurde durch ein einzelnes kleines Fenster beleuchtet, welches auf den Innenhof ausgerichtet ist. Der Eingang zum Turm befand sich in der südöstlichen Ecke auf Erdgeschossniveau und diese Ecke des Turms fehlt tatsächlich vollständig. Das deutet darauf hin, dass sich das Treppenhaus, das alle Stockwerke verbindet, sich wahrscheinlich in dieser Ecke befand und größtenteils von der fast zwei Meter dicken Wand umgeben war.